# Grand Prix moto d'Imola 1996
Le  Grand Prix moto d'Imola 1996 est la douzième manche du championnat du monde de vitesse moto 1996. La compétition s'est déroulée du 30 août au 1er septembre 1996 sur l'Autodromo Enzo e Dino Ferrari.
C'est la 1re édition du Grand Prix moto d'Imola.

## Classement500cm3
| Pos  | Pilote              | Constructeur  | Temps/Écart     | Points |
| ---- | ------------------- | ------------- | --------------- | ------ |
| 1    | Michael Doohan      | Honda         | 29 min 40 s 732 | 25     |
| 2    | Álex Crivillé       | Honda         | +0 s 104        | 20     |
| 3    | Tadayuki Okada      | Honda         | +2 s 286        | 16     |
| 4    | Jean-Michel Bayle   | Yamaha        | +10 s 041       | 13     |
| 5    | Norifumi Abe        | Yamaha        | +12 s 232       | 11     |
| 6    | Luca Cadalora       | Honda         | +12 s 366       | 10     |
| 7    | Scott Russell       | Suzuki        | +15 s 473       | 9      |
| 8    | Alex Barros         | Honda         | +16 s 328       | 8      |
| 9    | Shinichi Itoh       | Honda         | +18 s 499       | 7      |
| 10   | Kenny Roberts Jr    | Yamaha        | +18 s 810       | 6      |
| 11   | Carlos Checa        | Honda         | +20 s 592       | 5      |
| 12   | Alberto Puig        | Honda         | +37 s 194       | 4      |
| 13   | Lucio Pedercini     | ROC Yamaha    | +51 s 547       | 3      |
| 14   | Doriano Romboni     | Aprilia       | +1 min 00 s 108 | 2      |
| 15   | Eugene McManus      | Yamaha        | +1 min 01 s 792 | 1      |
| 16   | Sean Emmett         | Harris Yamaha | +1 min 21 s 254 |        |
| 17   | Jean-Pierre Jeandat | Paton         | +1 min 36 s 087 |        |
| 18   | Marco Papa          | Paton         | +2 tours        |        |
| Abd. | Terry Rymer         | Suzuki        | Abandon         |        |
| Abd. | Chris Walker        | Elf 500       | Abandon         |        |
| Abd. | Jeremy McWilliams   | ROC Yamaha    | Abandon         |        |
| Abd. | Loris Capirossi     | Yamaha        | Abandon         |        |
| Abd. | Frédéric Protat     | ROC Yamaha    | Abandon         |        |
| Abd. | James Haydon        | ROC Yamaha    | Abandon         |        |
| Abd. | Juan Borja          | Elf 500       | Abandon         |        |
| Abd. | Paul Young          | Harris Yamaha | Abandon         |        |
| Abd. | Adrien Bosshard     | ROC Yamaha    | Abandon         |        |

## Classement250cm3
| Pos  | Pilote                   | Constructeur | Temps/Écart     | Points |
| ---- | ------------------------ | ------------ | --------------- | ------ |
| 1    | Ralf Waldmann            | Honda        | 44 min 02 s 620 | 25     |
| 2    | Olivier Jacque           | Honda        | +4 s 770        | 20     |
| 3    | Tohru Ukawa              | Honda        | +5 s 298        | 16     |
| 4    | Jürgen Fuchs             | Honda        | +24 s 132       | 13     |
| 5    | Marcellino Lucchi        | Aprilia      | +24 s 404       | 11     |
| 6    | Luis d'Antin             | Honda        | +37 s 644       | 10     |
| 7    | Takeshi Tsujimura        | Honda        | +42 s 854       | 9      |
| 8    | Jurgen van den Goorbergh | Honda        | +47 s 826       | 8      |
| 9    | Jamie Robinson           | Aprilia      | +52 s 416       | 7      |
| 10   | Davide Bulega            | Aprilia      | +59 s 142       | 6      |
| 11   | Gianluigi Scalvini       | Honda        | +1 min 01 s 610 | 5      |
| 12   | Roberto Locatelli        | Aprilia      | +1 min 01 s 786 | 4      |
| 13   | José Luis Cardoso        | Aprilia      | +1 min 02 s 000 | 3      |
| 14   | Luca Boscoscuro          | Aprilia      | +1 min 04 s 224 | 2      |
| 15   | Yasumasa Hatakeyama      | Honda        | +1 min 07 s 722 | 1      |
| 16   | Osamu Miyazaki           | Aprilia      | +1 min 08 s 290 |        |
| 17   | Olivier Petrucciani      | Aprilia      | +1 min 08 s 710 |        |
| 18   | Sete Gibernau            | Honda        | +1 min 08 s 836 |        |
| 19   | Franco Battaini          | Aprilia      | +1 min 13 s 476 |        |
| 20   | Christophe Cogan         | Honda        | +1 min 13 s 526 |        |
| 21   | Giuseppe Fiorillo        | Aprilia      | +1 min 22 s 800 |        |
| 22   | Roberto Rolfo            | Aprilia      | +1 min 32 s 978 |        |
| 23   | José Barresi             | Yamaha       | +1 tour         |        |
| Abd. | Christian Boudinot       | Aprilia      | Abandon         |        |
| Abd. | Filippo Cotti            | Aprilia      | Abandon         |        |
| Abd. | Cristiano Migliorati     | Honda        | Abandon         |        |
| Abd. | Sebastián Porto          | Aprilia      | Abandon         |        |
| Abd. | Eskil Suter              | Aprilia      | Abandon         |        |
| Abd. | Régis Laconi             | Honda        | Abandon         |        |
| Abd. | Jean-Philippe Ruggia     | Honda        | Abandon         |        |
| Abd. | Haruchika Aoki           | Honda        | Abandon         |        |
| Abd. | Tetsuya Harada           | Yamaha       | Abandon         |        |
| Abd. | Max Biaggi               | Aprilia      | Abandon         |        |

## Classement125cm3
| Pos  | Pilote               | Constructeur | Temps/Écart     | Points |
| ---- | -------------------- | ------------ | --------------- | ------ |
| 1    | Masaki Tokudome      | Aprilia      | 42 min 47 s 711 | 25     |
| 2    | Emilio Alzamora      | Honda        | +0 s 374        | 20     |
| 3    | Jorge Martínez       | Aprilia      | +1 s 220        | 16     |
| 4    | Garry McCoy          | Aprilia      | +3 s 581        | 13     |
| 5    | Valentino Rossi      | Aprilia      | +8 s 925        | 11     |
| 6    | Tomomi Manako        | Honda        | +15 s 196       | 10     |
| 7    | Ivan Goi             | Honda        | +17 s 475       | 9      |
| 8    | Yoshiaki Katoh       | Yamaha       | +24 s 575       | 8      |
| 9    | Manfred Geissler     | Aprilia      | +27 s 519       | 7      |
| 10   | Frédéric Petit       | Honda        | +29 s 605       | 6      |
| 11   | Noboru Ueda          | Honda        | +31 s 021       | 5      |
| 12   | Kazuto Sakata        | Aprilia      | +39 s 332       | 4      |
| 13   | Jaroslav Huleš       | Honda        | +40 s 450       | 3      |
| 14   | Dirk Raudies         | Honda        | +47 s 489       | 2      |
| 15   | Herri Torrontegui    | Honda        | +47 s 967       | 1      |
| 16   | Akira Saito          | Honda        | +55 s 443       |        |
| 17   | Paolo Tessari        | Honda        | +55 s 669       |        |
| 18   | Darren Barton        | Aprilia      | +55 s 862       |        |
| 19   | Ángel Nieto Jr.      | Aprilia      | +1 min 03 s 588 |        |
| 20   | Andrea Ballerini     | Aprilia      | +1 min 13 s 158 |        |
| 21   | Gabriele Debbia      | Yamaha       | +1 min 14 s 440 |        |
| 22   | Andrea Zappa         | Aprilia      | +1 min 14 s 453 |        |
| 23   | Luigi Ancona         | Honda        | +1 min 14 s 782 |        |
| 24   | Ivan Cremonini       | Honda        | +1 min 27 s 373 |        |
| 25   | Maurizio Cucchiarini | Honda        | +1 tour         |        |
| Abd. | Stefano Perugini     | Aprilia      | Abandon         |        |
| Abd. | Yōichi Ui            | Yamaha       | Abandon         |        |
| Abd. | Josep Sarda          | Honda        | Abandon         |        |
| Abd. | Loek Bodelier        | Honda        | Abandon         |        |
| Abd. | Haruchika Aoki       | Honda        | Abandon         |        |
| Abd. | Lucio Cecchinello    | Honda        | Abandon         |        |
| Abd. | Peter Öttl           | Aprilia      | Abandon         |        |